# Dyskografia Alanis Morissette
Dyskografia Alanis Morissette – kanadyjsko–amerykańskiej piosenkarki składa się z dziewięciu albumów studyjnych, trzech albumów koncertowych, sześciu kompilacji, dwóch minialbumów, trzydziestu siedmiu singli (oraz dwanaście promocyjnych), sześciu albumów wideo oraz trzydziestu dwóch teledysków. Morissette sprzedała ponad 75 mln egzemplarzy swoich płyt. Jest najlepiej debiutującą artystką wszech czasów. Jej trzecie wydawnictwo Jagged Little Pill jest najlepiej sprzedającym się albumem kobiety w latach 90. XX wieku. Nakład wyniósł ponad 33 mln, wg danych magazynu Billboard z 2013 roku.

## Albumy studyjne
| Rok                            | Tytuł | Pozycja na liście | Pozycja na liście | Pozycja na liście | Pozycja na liście | Pozycja na liście | Pozycja na liście | Pozycja na liście | Pozycja na liście | Pozycja na liście | Pozycja na liście | Sprzedaż                                         | Certyfikat |
| Rok                            | Tytuł | USA               | AUS               | AUT               | CAN               | FRA               | DEU               | NLD               | NZ                | CHE               | UK                | Sprzedaż                                         | Certyfikat |
| ------------------------------ | --- | ----------------- | ----------------- | ----------------- | ----------------- | ----------------- | ----------------- | ----------------- | ----------------- | ----------------- | ----------------- | ------------------------------------------------ | --- |
| 1991                           | Alanis - Data: 6 kwietnia 1991 (wydany tylko w Kanadzie) - Wydawca: MCA (MCAD-10253) - Format: CD, CS                                     | –                 | –                 | –                 | 28                | –                 | –                 | –                 | –                 | –                 | –                 | - CAN: 100 000                                   | - CAN: platyna |
| 1992                           | Now Is the Time - Data: sierpień 1992 (wydany tylko w Kanadzie) - Wydawca: MCA (MCAD-10731) - Format: CD, CS                              | –                 | –                 | –                 | –                 | –                 | –                 | –                 | –                 | –                 | –                 | - CAN: 50 000                                    | - CAN: złoto |
| 1995                           | Jagged Little Pill - Data: 13 czerwca 1995 - Wydawca: Maverick (9 45901-2) - Format: CD, LP, CS                                           | 1                 | 1                 | 2                 | 1                 | 6                 | 3                 | 1                 | 1                 | 2                 | 1                 | - USA: 14 727 000 - FRA: 411 600 - Świat: 33 000 | - USA: 16× platyna - AUS: 14× platyna - AUT: 2× platyna - CAN: 2× diament - EU: 7× platyna - FRA: platyna - DEU: 2× platyna - CHE: platyna - UK: 10× platyna - PL: złoto |
| 1998                           | Supposed Former Infatuation Junkie - Data: 3 listopada 1998 - Wydawca: Maverick (9 47094-2) - Format: CD, LP, CS                          | 1                 | 2                 | 3                 | 1                 | 5                 | 1                 | 2                 | 1                 | 1                 | 3                 | - USA: 2 604 000 - FRA: 281 300                  | - USA: 3× platyna - AUS: 2× platyna - AUT: platyna - CAN: 4× platyna - EU: 2× platyna - FRA: 2× złoto - DEU: platyna - CHE: platyna - UK: platyna                        |
| 2002                           | Under Rug Swept - Data: 26 lutego 2002 - Wydawca: Maverick (9 47988-2) - Format: CD, CS, DVD-A, digital download                          | 1                 | 1                 | 1                 | 1                 | 2                 | 1                 | 2                 | 11                | 1                 | 2                 | - USA: 1 020 000 - FRA: 156 700                  | - USA: platyna - AUS: platyna - AUT: złoto - CAN: platyna - FRA: złoto - DEU: złoto - CHE: platyna - UK: złoto                                                           |
| 2004                           | So-Called Chaos - Data: 18 maja 2004 - Wydawca: Maverick (48555-2) - Format: CD, LP, digital download                                     | 5                 | 15                | 1                 | 2                 | 5                 | 1                 | 1                 | –                 | 2                 | 8                 | - USA: 474 000                                   | - AUT: złoto - DEU: złoto - CHE: platyna - UK: srebro |
| 2008                           | Flavors of Entanglement - Data: 10 czerwca 2008 - Wydawca: Maverick (269308-2) - Format: CD, digital download                             | 8                 | 17                | 3                 | 3                 | 6                 | 8                 | 7                 | 35                | 1                 | 15                | - USA: 233 000                                   | - CHE: złoto |
| 2012                           | Havoc and Bright Lights - Data: 22 sierpnia 2012 - Wydawca: Sony Music - Format: CD, digital download                                     | 5                 | 1                 | 1                 | 1                 | 20                | 2                 | 2                 | 2                 | 27                | 1                 |                                                  | - DEU: złoto |
| 2020                           | Such Pretty Forks in the Road - Data: 1 lipca 2020 - Wydawca: Epiphany Music,Thirty Tigers/RCA, Sony Music - Format: CD, digital download | 16                | 10                | 4                 | 14                | 45                | 4                 | 13                | 40                | 2                 | 8                 |                                                  | |
| „–” pozycja nie była notowana. | |                   |                   |                   |                   |                   |                   |                   |                   |                   |                   |                                                  | |

## Albumy koncertowe
| Rok                            | Tytuł                                                                                     | Pozycja na liście | Pozycja na liście | Pozycja na liście | Pozycja na liście | Pozycja na liście | Pozycja na liście | Pozycja na liście | Pozycja na liście | Pozycja na liście | Pozycja na liście | Sprzedaż                      | Certyfikat                                                                                      |
| Rok                            | Tytuł                                                                                     | USA               | AUS               | AUT               | CAN               | FRA               | DEU               | NLD               | NZL               | CHE               | UK                | Sprzedaż                      | Certyfikat                                                                                      |
| ------------------------------ | ----------------------------------------------------------------------------------------- | ----------------- | ----------------- | ----------------- | ----------------- | ----------------- | ----------------- | ----------------- | ----------------- | ----------------- | ----------------- | ----------------------------- | ----------------------------------------------------------------------------------------------- |
| 1999                           | MTV Unplugged - Data: 9 listopada 1999 - Wydawca: Maverick (759938533-2) - Format: CD, CS | 63                | –                 | 5                 | 42                | 21                | 5                 | 4                 | –                 | 4                 | 56                | - USA: 673 000 - FRA: 138 800 | - USA: złoto - AUT: złoto - EU: platyna - FRA: 2× złoto - DEU: platyna - CHE: złoto - UK: złoto |
| „–” pozycja nie była notowana. |                                                                                           |                   |                   |                   |                   |                   |                   |                   |                   |                   |                   |                               |                                                                                                 |

## Kompilacje
| Rok                            | Tytuł                                                                                         | Pozycja na liście | Pozycja na liście | Pozycja na liście | Pozycja na liście | Pozycja na liście | Pozycja na liście | Pozycja na liście | Pozycja na liście | Pozycja na liście | Pozycja na liście | Sprzedaż       |
| Rok                            | Tytuł                                                                                         | USA               | AUS               | AUT               | CAN               | FRA               | DEU               | NLD               | NZL               | CHE               | UK                | Sprzedaż       |
| ------------------------------ | --------------------------------------------------------------------------------------------- | ----------------- | ----------------- | ----------------- | ----------------- | ----------------- | ----------------- | ----------------- | ----------------- | ----------------- | ----------------- | -------------- |
| 1997                           | The Singles Box - Data: 8 kwietnia 1997 - Wydawca: Maverick - Format: CD                      | –                 | –                 | –                 | –                 | –                 | –                 | –                 | –                 | –                 | –                 |                |
| 2002                           | Feast on Scraps - Data: 10 grudnia 2002 - Wydawca: Maverick (759938533-2) - Format: CD/DVD    | 194               | –                 | –                 | –                 | –                 | –                 | –                 | –                 | –                 | –                 | - USA: 76 000  |
| 2002                           | iTunes Originals - Data: 10 grudnia 2002 - Data: Maverick - Format: digital download          | –                 | –                 | –                 | –                 | –                 | –                 | –                 | –                 | –                 | –                 |                |
| 2005                           | Jagged Little Pill Acoustic - Data: 13 czerwca 2005 - Wydawca: Maverick - Format: CD, CD/DVD  | 50                | 21                | 9                 | –                 | 8                 | 15                | 16                | –                 | 5                 | 12                | - USA: 376 000 |
| 2005                           | The Collection - Data: 15 listopada 2005 - Wydawca: Maverick - Format: CD, CD/DVD             | 51                | –                 | 12                | –                 | –                 | 18                | 49                | –                 | 9                 | 44                | - USA: 401 000 |
| 2012                           | Alanis Morissette: Original Album Series - Data: 12 marca 2012 - Wydawca: Warner - Format: CD | –                 | –                 | –                 | –                 | –                 | –                 | –                 | –                 | –                 | –                 |                |
| „–” pozycja nie była notowana. |                                                                                               |                   |                   |                   |                   |                   |                   |                   |                   |                   |                   |                |

## Minialbumy
| Rok  | Tytuł                                                                     |
| ---- | ------------------------------------------------------------------------- |
| 1995 | Space Cakes - Data: 25 października 1995 - Wydawca: Maverick - Format: CD |

## Single
| Rok                            | Tytuł                               | Pozycja na liście | Pozycja na liście | Pozycja na liście | Pozycja na liście | Pozycja na liście | Pozycja na liście | Pozycja na liście | Pozycja na liście | Pozycja na liście | Pozycja na liście | Certyfikat                 | Album                              |
| Rok                            | Tytuł                               | USA               | AUS               | AUT               | CAN               | FRA               | DEU               | NLD               | NZL               | CHE               | UK                | Certyfikat                 | Album                              |
| ------------------------------ | ----------------------------------- | ----------------- | ----------------- | ----------------- | ----------------- | ----------------- | ----------------- | ----------------- | ----------------- | ----------------- | ----------------- | -------------------------- | ---------------------------------- |
| 1987                           | „Fate Stay with Me”                 | –                 | –                 | –                 | –                 | –                 | –                 | –                 | –                 | –                 | –                 |                            | Fate Stay with Me                  |
| 1991                           | „Too Hot”                           | –                 | –                 | –                 | 14                | –                 | –                 | –                 | –                 | –                 | –                 |                            | Alanis                             |
| 1991                           | „Walk Away”                         | –                 | –                 | –                 | 35                | –                 | –                 | –                 | –                 | –                 | –                 |                            | Alanis                             |
| 1991                           | „Feel Your Love”                    | –                 | –                 | –                 | 24                | –                 | –                 | –                 | –                 | –                 | –                 |                            | Alanis                             |
| 1992                           | „Plastic”                           | –                 | –                 | –                 | 67                | –                 | –                 | –                 | –                 | –                 | –                 |                            | Alanis                             |
| 1992                           | „An Emotion Away”                   | –                 | –                 | –                 | 24                | –                 | –                 | –                 | –                 | –                 | –                 |                            | Now Is the Time                    |
| 1993                           | „No Apologies”                      | –                 | –                 | –                 | 14                | –                 | –                 | –                 | –                 | –                 | –                 |                            | Now Is the Time                    |
| 1993                           | „Real World”                        | –                 | –                 | –                 | 85                | –                 | –                 | –                 | –                 | –                 | –                 |                            | Now Is the Time                    |
| 1993                           | „(Change Is) Never a Waste of Time” | –                 | –                 | –                 | 30                | –                 | –                 | –                 | –                 | –                 | –                 |                            | Now Is the Time                    |
| 1995                           | „You Oughta Know”                   | 6                 | 4                 | –                 | 20                | –                 | –                 | 17                | 25                | –                 | 22                |                            | Jagged Little Pill                 |
| 1995                           | „Hand in My Pocket”                 | –                 | 13                | –                 | 1                 | 39                | –                 | 86                | 7                 | –                 | 26                |                            | Jagged Little Pill                 |
| 1996                           | „Ironic”                            | 4                 | 3                 | –                 | 1                 | 16                | 8                 | 6                 | 3                 | 9                 | 11                | - USA: złoto - FRA: srebro | Jagged Little Pill                 |
| 1996                           | „You Learn”                         | 6                 | 20                | –                 | 1                 | –                 | –                 | –                 | 13                | –                 | 24                |                            | Jagged Little Pill                 |
| 1996                           | „Head over Feet”                    | –                 | 12                | –                 | 1                 | –                 | 73                | 24                | 27                | –                 | 7                 | - AUS: złoto               | Jagged Little Pill                 |
| 1997                           | „All I Really Want”                 | –                 | 40                | –                 | 2                 | –                 | –                 | –                 | –                 | –                 | 59                |                            | Jagged Little Pill                 |
| 1998                           | „Thank U”                           | 17                | 15                | 10                | 1                 | –                 | 19                | 8                 | 2                 | 18                | 5                 | - AUS: złoto               | Supposed Former Infatuation Junkie |
| 1998                           | „Joining You”                       | –                 | –                 | 26                | 30                | 89                | 28                | 51                | –                 | 46                | 28                |                            | Supposed Former Infatuation Junkie |
| 1999                           | „Unsent”                            | 58                | –                 | –                 | 9                 | –                 | –                 | –                 | 28                | –                 | –                 |                            | Supposed Former Infatuation Junkie |
| 1999                           | „So Pure”                           | –                 | –                 | –                 | 14                | –                 | –                 | –                 | –                 | –                 | 38                |                            | Supposed Former Infatuation Junkie |
| 2000                           | „That I Would Be Good”              | –                 | –                 | –                 | –                 | –                 | –                 | 55                | –                 | –                 | –                 |                            | MTV Unplugged                      |
| 2000                           | „King of Pain”                      | –                 | –                 | –                 | –                 | –                 | –                 | 92                | –                 | –                 | –                 |                            | MTV Unplugged                      |
| 2000                           | „You Learn”                         | –                 | –                 | –                 | –                 | –                 | –                 | –                 | –                 | –                 | –                 |                            | MTV Unplugged                      |
| 2002                           | „Hands Clean”                       | 23                | 9                 | 12                | 1                 | 66                | 18                | 15                | 1                 | 5                 | 12                | - AUS: złoto               | Under Rug Swept                    |
| 2002                           | „Precious Illusions”                | –                 | 41                | –                 | 4                 | –                 | 77                | 79                | –                 | 95                | 53                |                            | Under Rug Swept                    |
| 2004                           | „Everything”                        | 76                | 15                | 12                | 3                 | 63                | 29                | 43                | –                 | 22                | 22                |                            | So-Called Chaos                    |
| 2004                           | „Out Is Through”                    | –                 | –                 | –                 | –                 | –                 | 75                | 76                | –                 | 67                | 56                |                            | So-Called Chaos                    |
| 2004                           | „Eight Easy Steps”                  | –                 | –                 | –                 | –                 | –                 | –                 | –                 | –                 | –                 | –                 |                            | So-Called Chaos                    |
| 2005                           | „Hand in My Pocket”                 | –                 | –                 | –                 | 23                | –                 | –                 | –                 | –                 | –                 | –                 |                            | Jagged Little Pill Acoustic        |
| 2005                           | „Crazy”                             | 104               | –                 | 20                | 29                | –                 | 38                | 40                | –                 | 31                | 65                |                            | The Collection                     |
| 2008                           | „Underneath”                        | –                 | –                 | 20                | 15                | –                 | 46                | –                 | –                 | 16                | –                 |                            | Flavors of Entanglement            |
| 2008                           | „In Praise of the Vulnerable Man”   | –                 | –                 | –                 | –                 | –                 | –                 | –                 | –                 | –                 | –                 |                            | Flavors of Entanglement            |
| 2008                           | „Not as We”                         | –                 | –                 | –                 | –                 | –                 | –                 | –                 | –                 | –                 | 197               |                            | Flavors of Entanglement            |
| 2012                           | „Guardian”                          | –                 | –                 | 11                | 41                | –                 | 13                | 62                | –                 | 12                | –                 |                            | Havoc and Bright Lights            |
| 2012                           | „Lens”                              | –                 | –                 | –                 | –                 | –                 | –                 | –                 | –                 | –                 | –                 |                            | Havoc and Bright Lights            |
| 2012                           | „Receive”                           | –                 | –                 | –                 | –                 | –                 | 73                | –                 | –                 | –                 | –                 |                            | Havoc and Bright Lights            |
| 2019                           | „Reasons I Drink”                   | –                 | –                 | –                 | –                 | –                 | –                 | –                 | –                 | –                 | –                 |                            | Such Pretty Forks in the Road      |
| 2020                           | „Smiling”                           | –                 | –                 | –                 | –                 | –                 | –                 | –                 | –                 | –                 | –                 |                            | Such Pretty Forks in the Road      |
| 2020                           | „Diagnosis”                         | –                 | –                 | –                 | –                 | –                 | –                 | –                 | –                 | –                 | –                 |                            | Such Pretty Forks in the Road      |
| 2020                           | „Reckoning”                         | –                 | –                 | –                 | –                 | –                 | –                 | –                 | –                 | –                 | –                 |                            | Such Pretty Forks in the Road      |
| 2020                           | „Ablaze”                            | –                 | –                 | –                 | –                 | –                 | –                 | –                 | –                 | –                 | –                 |                            | Such Pretty Forks in the Road      |
| „–” pozycja nie była notowana. |                                     |                   |                   |                   |                   |                   |                   |                   |                   |                   |                   |                            |                                    |

## Single promocyjne
| 1998                           | „Uninvited”                   | 7 | 24 | City of Angels: Music from the Motion Picture                             |
| 2002                           | „Flinch”                      | – | –  | Under Rug Swept                                                           |
| 2002                           | „21 Things I Want in a Lover” | – | –  | Under Rug Swept                                                           |
| 2002                           | „Surrendering”                | – | –  | Under Rug Swept                                                           |
| 2003                           | „Utopia”                      | – | –  | Under Rug Swept                                                           |
| 2003                           | „So Unsexy”                   | – | –  | Under Rug Swept                                                           |
| 2003                           | „Simple Together”             | – | –  | Feast on Scraps                                                           |
| 2004                           | „Excuses”                     | – | –  | So-Called Chaos                                                           |
| 2006                           | „Wunderkind”                  | – | –  | ścieżka dźwiękowa filmu Opowieści z Narnii: Lew, czarownica i stara szafa |
| 2011                           | „Into a King”                 | – | –  | –                                                                         |
| 2014                           | „Today”                       | – | –  | –                                                                         |
| 2014                           | „The Morning”                 | – | –  | –                                                                         |
| „–” pozycja nie była notowana. |                               |   |    |                                                                           |

## Teledyski
| Rok  | Tytuł                               | Reżyseria                          |
| ---- | ----------------------------------- | ---------------------------------- |
| 1991 | „Too Hot”                           | Leslie Howe                        |
| 1991 | „Walk Away”                         | Dennis Beauchamp                   |
| 1991 | „Feel Your Love”                    | Dennis Beauchamp                   |
| 1992 | „Plastic”                           | –                                  |
| 1992 | „An Emotion Away”                   | –                                  |
| 1993 | „No Apologies”                      | –                                  |
| 1993 | „Real World”                        | –                                  |
| 1995 | „You Oughta Know”                   | Nick Egan                          |
| 1995 | „Hand in My Pocket”                 | Mark Kohr                          |
| 1996 | „Ironic”                            | Stéphane Sednaoui                  |
| 1996 | „You Learn”                         | Liz Friedlander                    |
| 1996 | „You Learn” (Live)                  | Alanis Morissette, Michele Laurita |
| 1996 | „Head over Feet”                    | Alanis Morissette, Michele Laurita |
| 1996 | „Head over Feet” (European version) | Alanis Morissette, Michele Laurita |
| 1998 | „Thank U”                           | Stéphane Sednaoui                  |
| 1999 | „Unsent”                            | Alanis Morissette                  |
| 1999 | „So Pure”                           | Alanis Morissette                  |
| 2002 | „Hands Clean”                       | Francis Lawrence                   |
| 2002 | „Precious Illusions”                | Francis Lawrence                   |
| 2002 | „Precious Illusions” Experience     | Michael Elins                      |
| 2004 | „Everything”                        | Meiert Avis                        |
| 2004 | „Out Is Through”                    | Seth Jarrett                       |
| 2004 | „Eight Easy Steps”                  | Liz Friedlander                    |
| 2005 | „Crazy”                             | Meiert Avis                        |
| 2008 | „Underneath”                        | Sanji                              |
| 2008 | „Not as We”                         | James Whitaker                     |
| 2012 | „Guardian”                          | Baris Aladag                       |
| 2012 | „Receive”                           | Baris Aladag                       |
| 2013 | „Lens”                              | Victor Indrizzo                    |
| 2013 | „Empathy”                           | Victor Indrizzo                    |
| 2014 | „Today”                             | –                                  |
| 2014 | „Big Sur”                           | Eric Ernest Johnson                |
| 2020 | „Reasons I Drink”                   | Erin Elders                        |
| 2020 | „Ablaze”                            | Erin Elders                        |

## Wideografia
| Rok  | Tytuł                                                                                           |
| ---- | ----------------------------------------------------------------------------------------------- |
| 1997 | Jagged Little Pill, Live - Data: 2 lipca 1997 - Wydawca: Maverick - Format: VHS, DVD, LD, VCD   |
| 2002 | Live in the Navajo Nation - Data: 27 sierpnia 2002 - Wydawca: Maverick - Format: VHS, DVD       |
| 2002 | Feast on Scraps - Data: 10 grudnia 2002 - Wydawca: Maverick - Format: CD/DVD                    |
| 2005 | VH1 Storytellers - Data: 26 kwietnia 2005 - Wydawca: Maverick - Format: DVD                     |
| 2005 | The Collection - Data: 15 listopada 2005 - Wydawca: Maverick - Format: CD, CD/DVD               |
| 2013 | Live at Montreux 2012 - Data: 21 kwietnia 2013 - Wydawca: Eagle Rock - Format: CD, DVD, Blu-ray |

## Współpraca z innymi artystami
| Piosenka                           | Rok  | Wykonawca          | Album                                                         |
| ---------------------------------- | ---- | ------------------ | ------------------------------------------------------------- |
| „Spoon”                            | 1998 | Dave Matthews Band | Before These Crowded Streets                                  |
| „Don't Drink the Water”            | 1998 | Dave Matthews Band | Before These Crowded Streets                                  |
| „Halloween”                        | 1998 | Dave Matthews Band | Before These Crowded Streets                                  |
| „Mindfield”                        | 1998 | Ringo Starr        | Vertical Man                                                  |
| „Drift Away”                       | 1998 | Ringo Starr        | Vertical Man                                                  |
| „I Was Walkin’”                    | 1998 | Ringo Starr        | Vertical Man                                                  |
| „Mercy”                            | 1999 | Jonathan Elias     | The Prayer Cycle                                              |
| „Hope”                             | 1999 | Jonathan Elias     | The Prayer Cycle                                              |
| „Innocence”                        | 1999 | Jonathan Elias     | The Prayer Cycle                                              |
| „Faith”                            | 1999 | Jonathan Elias     | The Prayer Cycle                                              |
| „Still”                            | 1999 | różni wykonawcy    | Dogma: Music from the Motion Picture                          |
| „Are You Still Mad”                | 1999 | różni wykonawcy    | Live in the X Lounge II                                       |
| „Hand in My Pocket”                | 1999 | różni wykonawcy    | Saturday Night Live: 25 Years Of Musical Performances, Vol. 2 |
| „So Pure”                          | 1999 | różni wykonawcy    | Woodstock 1999                                                |
| „Excess”                           | 2001 | Tricky             | Blowback                                                      |
| „Let's Do It (Let's Fall in Love)” | 2004 | Various Artists    | De-Lovely: Music from the Motion Picture                      |
| „Arrival”                          | 2009 | 1 Giant Leap       | What About Me?                                                |
| „I Remain”                         | 2010 | różni wykonawcy    | ścieżka dźwiękowa filmu Książę Persji: Piaski czasu           |
| „Professional Torturer”            | 2011 | różni wykonawcy    | Radio Free Albemuth                                           |
| „Magical Child”                    | 2012 | różni wykonawcy    | Every Mother Counts 2012                                      |
| „Ego”                              | 2013 | Souleye            | Iron Horse Running                                            |
| „Jekyll and Hyde”                  | 2013 | Souleye            | Iron Horse Running                                            |
| „Tools of Divine”                  | 2013 | Souleye            | Iron Horse Running                                            |
| „Whatever Nice Is”                 | 2013 | Souleye            | Iron Horse Running                                            |
| „Alanis’ Interlude                 | 2020 | Halsey             | Manic                                                         |